# جاذبية (علم السلوك)

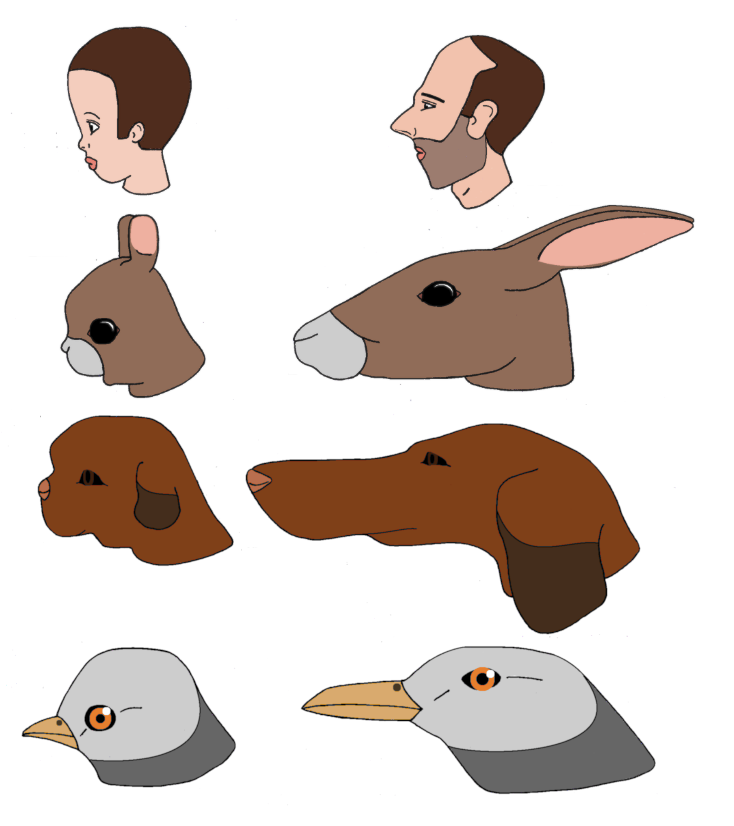
"يشعر البشر بالمودة تجاه الحيوانات ذات السمات اليافعة: العيون الكبيرة، وانتفاخ الجمجمة، والذقن المتراجعة (العمود الأيسر). بينما لا تثير الحيوانات ذات العيون الصغيرة والأنف الطويل (العمود الأيمن) نفس الاستجابة". كونراد لورينز

الجاذبية (بالانجليزية: Cuteness) هو مصطلح ذاتي يصف نوعًا من الجاذبية المرتبطة كثيراً بالشباب والمظهر، بالإضافة إلى أنها مفهوم علمي ونموذج تحليلي في علم السلوك، قدمه لأول مرة كونراد لورنز.
اقترح لورنز مفهوم مخطط الطفل (Kindchenschema)، وهو مجموعة من ملامح الوجه والجسم التي تجعل المخلوق يبدو "لطيفًا" وتنشط هذه المجموعة "إطلاق" الدافع عند الآخرين من أجل رعايته. يمكن أن تُعزى الجاذبية إلى الأشخاص وكذلك الأشياء التي تُرى جذابة أو ساحرة.

## السمات اليافعة

تغير نسب الرأس (خاصة الحجم النسبي للفكين العلوي والسفلي) كدالة على العمر

قال دوج جونز، الباحث الزائر في الأنثروبولوجيا بجامعة كورنيل، إن نسب ملامح الوجه تتغير مع تقدم العمر بسبب التغيرات في الأنسجة الصلبة والأنسجة الرخوة، وقال جونز إن هذه "التغيرات المرتبطة بالعمر" تجعل الحيوانات اليافعة تمتلك " المظهر "اللطيف" المميز "للأنف الأصغر نسبيًا والجبهة الأعلى والعيون الأكبر حجمًا من نظرائهم البالغين. فيما يتعلق بالأنسجة الصلبة، قال جونز إن القحف العصبي ينمو كثيرًا في الأحداث بينما تصل عظام الأنف وأجزاء الجمجمة المشاركة في مضغ الطعام إلى أقصى نمو في وقت لاحق. فيما يتعلق بالأنسجة الرخوة، قال جونز إن الأنسجة الغضروفية للأذنين والأنف تستمر في النمو طوال حياة الشخص، بدءًا من سن الخامسة والعشرين ينزل الحاجبان على " حافة فوق الحجاج " من موضع فوق حافة فوق الحجاج إلى موضع تحته، يتدلى "الجانب الجانبي للحاجبين" مع تقدم العمر، مما يجعل العين تبدو أصغر، ويصبح الجزء الأحمر من الشفاه أرق مع تقدم العمر بسبب فقدان النسيج الضام.
وجدت دراسة أن وجوه الأطفال القوقازيين شمال إيطاليا "الجذابين" لها "سمات طفولية" مثل "الجبهة الأكبر"، والفك الأصغر، و "الفك العلوي الأكبر والأكثر بروزًا نسبيًا"، ووجه أوسع، ووجه مسطح و أكبر أبعاد الوجه "أمامي التفتح".

### الوظيفة البيولوجية
جادل كونراد لورنز في عام 1949 أن السمات الطفولية أثارت استجابات رعاية لدى البالغين وأن هذا كان تكيفًا تطوريًا ساعد في ضمان رعاية البالغين لأطفالهم، مما يضمن في النهاية بقاء النوع.
قدمت بعض الدراسات العلمية اللاحقة المزيد من الأدلة على نظرية لورنز. على سبيل المثال، لقد ثبت أن البشر البالغين يتفاعلون بشكل إيجابي مع الرضع الذين يكونون لطيفين بشكل نمطي. أظهرت الدراسات أيضًا أن الاستجابات للجاذبية - وجاذبية الوجه بشكل عام - تبدو متشابهة عبر الثقافات وداخلها. في دراسة أجراها ستيفان هامان من جامعة إيموري، وجد باستخدام التصوير بالرنين المغناطيسي الوظيفي أن الصور اللطيفة تزيد من نشاط الدماغ في القشرة الجبهية الحجاجية.

## نمط نمو الأطفال
قال ديزموند كولينز، الذي كان محاضرًا ملحقًا في علم الآثار بجامعة لندن،  إن فترة الشباب الطويلة عند البشر هي جزء من استدامة المرحلة اليرقية.
قال عالم الأنثروبولوجيا الفيزيائية باري بوجين إن نمط نمو الأطفال قد يزيد عن قصد مدة جاذبيتهم. قال بوجين إن الدماغ البشري يصل إلى حجم البالغين عندما يكتمل 40 في المائة فقط من الجسم، وعندما "يكتمل نضج الأسنان بنسبة 58 في المائة فقط" وعندما "يكتمل النضج الإنجابي بنسبة 10 في المائة فقط". قال بوجين أن قياس التنامي هذا للنمو البشري يسمح للأطفال بأن يكون لديهم مظهر "طفولي ظاهريًا" (جمجمة كبيرة، وجه صغير، وجسم صغير، تأخر جنسي) لفترة أطول من "الأنواع الثديية " الأخرى. قال بوجين إن هذا المظهر اللطيف يسبب استجابة "حماية" و "رعاية" لدى "كبار السن".

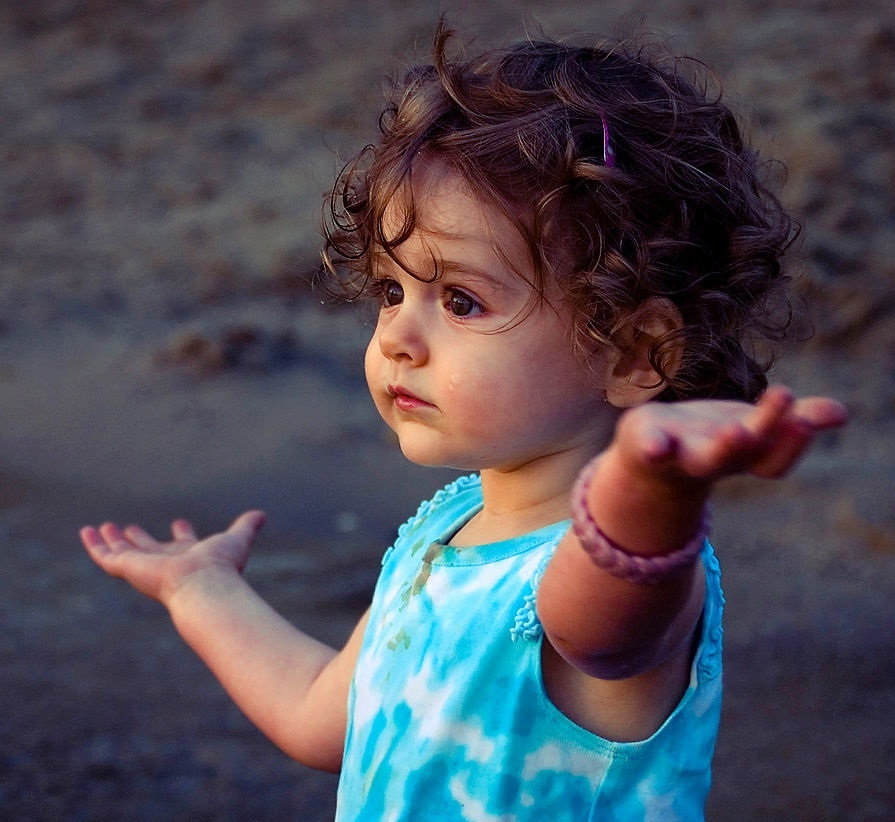
الرضيع ذو ملامح الوجه والأشكال المميزة لمخطط الطفل

## الفروق بين الجنسين
تتأثر جاذبية الرضيع المتصورة بجنس الرضيع وسلوكه. في (2006) بحث كوياما وأخرون، يُنظر إلى الرضع الإناث على أنهم لطيفات بسبب الانجذاب الجسدي الذي تظهره الإناث أكثر من الرضع الذكور ؛  بينما يوضح البحث الذي أجراه كيريكر (1990) أن اهتمام مقدم الرعاية ومشاركته في حماية الطفل الذكر يمكن أن يعتمد فقط على إدراك سعادة الطفل وجاذبيته.
يمكن لجنس المراقب أن يحدد إدراكه للاختلاف في الجاذبية. في دراسة أجراه سبرنغل ايل وأخرون (2009) اقترحت أن النساء أكثر حساسية للاختلافات الصغيرة في الجاذبية من نفس الرجال المسنين. هذا يشير إلى أن الهرمونات التناسلية عند النساء مهمة لتحديد الجاذبية.
وضحت هذه النتيجة أيضًا في دراسة أجراها تي. أر. إلي حيث كان لديه 25 طالبًا جامعيًا (يتكون من 7 رجال و 18 امرأة) ومعدل جاذبية الرضع اعتمادًا على خصائص مختلفة مثل العمر والسمات السلوكية والخصائص الجسدية مثل الرأس الشكل، وتكوين ملامح الوجه.

## الأفضلية عند الأطفال الصغار
ذكر بورجي وآخرون أن الأطفال الصغار يبدون تفضيلهم للوجوه ذات الترتيب "الطفولي للوجه" مثل وجه مستدير وجبهة أعلى وعينان أكبر وأنف أصغر وفم أصغر. في دراسة استخدمت أطفالًا تتراوح أعمارهم بين ثلاث وست سنوات، بورجي وأخرون (2014) أكد أن الأطفال أظهروا تفضيلًا زمنيًا للمشاهدة تجاه عيون الوجوه "الطفولية العالية" للكلاب والقطط والبشر على عكس الوجوه "الطفولية المنخفضة" لتلك الأنواع الثلاثة.

## الهرمونات واختلاف الجاذبية
هناك اقتراحات بأن مستويات الهرمون يمكن أن تؤثر على إدراك الشخص للطف. يقترح كونراد لورينز أن "سلوك الرعاية والتوجيه العاطفي" تجاه الأطفال هي آلية فطرية، وهذا ناتج عن خصائص لطيفة مثل "الخدود الممتلئة" والعيون الكبيرة.
تتوسع دراسة سبرنغل ايل وأخرون (2009) في هذا الادعاء من خلال التلاعب بصور الأطفال لاختبار المجموعات على قدرتها على اكتشاف الاختلافات في الجاذبية. تشير الدراسات إلى أن النساء في فترة ما قبل انقطاع الطمث اكتشفن الجاذبية أفضل من نفس النساء في سن اليأس. علاوة على ذلك، لدعم هذا الادعاء، فإن النساء اللواتي يتناولن حبوب منع الحمل التي ترفع مستويات الهرمونات التناسلية يكتشفن الجاذبية بشكل أفضل من النساء المسنات اللائي لا يتناولن حبوب منع الحمل.
جمع سبرنغل ايل 24 شابة و 24 شابًا و 24 امرأة مسنة للمشاركة في دراسته. أجرى ثلاث دراسات جرى فيها عرض صور لأطفال أوروبيين بيض، وطُلب من المشاركين تصنيفها على مقياس لطيف من واحد إلى سبعة.
وجدت الدراسة اختلافات بين المجموعات في التمييز اللطيف، والذي استبعد التأثيرات الجماعية والتأثيرات الاجتماعية على اللطافة المتصورة. في الدراسة الثانية، وجد أن النساء في فترة ما قبل انقطاع الطمث يميزن الجاذبية عند مستوى أعلى من أقرانهن بعد انقطاع الطمث. اقترحت هذه النتيجة عاملاً بيولوجيًا، جرى التحقيق فيه بعد ذلك في الدراسة الثالثة.
هنا، قارن سبرنغل ايل حساسية الجاذبية بين النساء في فترة ما قبل انقطاع الطمث اللواتي كن ولم يكن يتناولن موانع الحمل الفموية. خلصت الدراسة إلى أن عمليات ما بعد الإدراك الحسي تأثرت بمستويات الهرمونات (البروجسترون والإستروجين على وجه التحديد) في الإناث، وبالتالي أثرت على الحساسية تجاه الجاذبية.

## الارتباط مع تقديم الرعاية
وجدت دراسة أجراها كونراد لورينز في أوائل الأربعينيات من القرن الماضي أن شكل رأس الرضيع يرتبط ارتباطًا إيجابيًا برعاية البالغين وإدراك متزايد لـ "لطيف". ومع ذلك، لم تجد دراسة أجراها توماس آلي مثل هذا الارتباط وأشارت إلى إجراءات خاطئة في تلك الدراسة.
وجدت دراسة ألاي أن شكل الرأس الرأسي للرضيع أدى إلى استجابة إيجابية من البالغين، وكان هؤلاء الأطفال يعتبرون أكثر "لطفًا". في دراسته، كان لدى ألاي 25 طالبًا جامعيًا يصنفون رسومات خطية لوجه رضيع. وجرى استخدام نفس الرسم في كل مرة، ولكن مع تغيير شكل الرأس الرأسي باستخدام تحول قلبي (تحول يصمم نمو الرأس فيما يتعلق بعملية الشيخوخة) لتعديل العمر المدرك ؛ لم تتغير ملامح الوجه الأخرى. وخلصت الدراسة إلى أن شكل الرأس الكبير يزيد من الجاذبية المتصورة، والتي أثارت بعد ذلك استجابة إيجابية في رعاية البالغين. أشارت الدراسة أيضًا إلى أن الجاذبية المتصورة كانت تعتمد أيضًا على الخصائص الجسدية والسلوكية الأخرى للطفل، بما في ذلك العمر.
في دراسة أجراها مكابي (1984) على الأطفال الذين تراوحت أعمارهم بين الأطفال الصغار والمراهقين، كان الأطفال الذين لديهم أبعاد وجه "شبيهة بالبالغين" أكثر عرضة للإيذاء الجسدي من الأطفال في نفس العمر الذين لديهم أقل "مثل البالغين". "نسب الوجه.
اقترحت دراسة أجراها كاركار (1990) أن "معتقدات الكبار حول شخصية الرضيع وسلوكه المتوقع يمكن أن تؤثر على تفاعل الكبار مع الرضيع"، وأعطت دليلًا على أنه بهذه الطريقة "قد تحجب تأثيرات اللطافة الأساسية أحيانًا في أطفال معينين. ". قال كوياما (2006) إن إدراك مقدم الرعاية البالغ لجاذبية الرضيع يمكن أن يحفز مقدار الرعاية والحماية التي يوفرها مقدم الرعاية، والإعجاب الذي يظهر تجاه الرضيع، وخلص إلى أن "الشعور الواقي للبالغين للأطفال يبدو أكثر. معيار هام للحكم على جاذبية الصبي ".
قدمت ميلاني جلوكر (2009) دليلًا تجريبيًا على أن جاذبية الأطفال تحفز على رعاية البالغين، حتى لو لم يكونوا مرتبطين بالرضيع. طلبت جلوكر من الأفراد تقييم مستوى جاذبية الأطفال المصورين وأشارت إلى الدافع الذي يدفع هؤلاء المشاركين لرعاية الأطفال.
اقترح البحث أن تصنيف الأفراد للجاذبية المتصورة للرضيع يتوافق مع مستوى الدافع الذي يجب على الفرد رعاية هذا الرضيع. استخدمت جلوكر وزملاؤها بعد ذلك التصوير بالرنين المغناطيسي الوظيفي (fMRI)، لإثبات أن وجوه الأطفال ذات المحتوى العالي من ميزات مخطط الطفل، ولّدت مزيدًا من التنشيط في النواة المتكئة، وهي منطقة دماغية صغيرة مركزية للتحفيز والمكافأة. أوضح هذا العمل الآلية العصبية التي يمكن من خلالها لمخطط الطفل (Kindchenschema) أن يحفز ("إطلاق") سلوك الرعاية. علاوة على ذلك، كان من المرجح أن يُتبني الأطفال اللطفاء وتصنيفهم على أنهم "محبوبون وودودون وصحيون وكفؤ" أكثر من الأطفال الذين كانوا أقل لطفًا. هناك إشارة ضمنية إلى أن استجابة مخطط الطفل أمر بالغ الأهمية للتنمية البشرية لأنها تضع الأساس لتقديم الرعاية والعلاقة بين الطفل والقائم بالرعاية.
اكتشف شيرمن وهيدث وكون (2009) في تجربتين، أن التعرض لمحفزات عالية الجاذبية أدى إلى زيادة الأداء عند لعب لعبة العملية، وهي مهمة تتطلب الحذر الشديد. قالت الدراسة إن التحول في السلوك نحو مزيد من الحذر يتوافق مع وجهة النظر القائلة بأن اللطف هو الشيء الذي يطلق نظام تقديم الرعاية البشرية. قالت الدراسة إن التحول في السلوك نحو مزيد من الحذر أمر منطقي أيضًا باعتباره تكيفًا لرعاية الأطفال الصغار.

## الأهمية الثقافية
قال دوج جونز، الباحث الزائر في الأنثروبولوجيا بجامعة كورنيل، إن وجوه القرود والكلاب والطيور وحتى واجهات السيارات يمكن جعلها تبدو لطيفة من خلال تحويلها من خلال تحول رياضي " قلبي الشكل " (على شكل قلب ). قال جونز إن الإجهاد السلبي للقلب يؤدي إلى ظهور وجوه أقل نضجًا ولطيفًا عن طريق التسبب في توسيع ملامح الوجه في الجزء العلوي من الوجه إلى الخارج وإلى الأعلى مع التسبب في تقلص السمات الموجودة في الجزء السفلي من الوجه إلى الداخل وإلى الأعلى.
قال ستيفن جاي جولد إنه بمرور الوقت، رُسم ميكي ماوس ليُشبه حدثًا أكثر برأس أكبر نسبيًا وعينين أكبر، وقحف أكبر وأكثر انتفاخًا، وجبهة أقل انحدارًا وأكثر استدارة، وأرجل أقصر وأكثر سمكًا و "أثخن"، أذرع أكثر سمكًا وخطم أكثر سمكًا مما يعطي مظهرًا أقل بروزًا. اقترح غولد أن هذا التغيير في صورة ميكي كان يهدف إلى زيادة شعبيته بجعله يبدو لطيفًا و "غير مؤذٍ". قال جولد إن التغييرات النيوتينية في شكل ميكي كانت مشابهة لتغيرات استدامة المرحلة اليرقية التي حدثت في التطور البشري.
نانسي إتكوف، الدكتوراه في علم النفس من جامعة بوسطن، قالت "رسامو الكاريكاتير يستفيدون من تفضيلاتنا الفطرية لسمات الأحداث"، وذكرت ميكي ماوس وبامبي كأمثلة على هذا الاتجاه. وقالت إن أبعاد ميكي ماوس الجسدية "تتقدم في العمر في الاتجاه المعاكس" منذ نشأته، لأن "العينين والرأس تزدادان بينما أطرافه تزدادان أقصر وأكثر سمكًا"، وبلغت ذروتها في أنه يشبه "رضيع بشري". وذكرت كذلك "الجبين المرتفع المبالغ فيه" و " عيون الظبية " لبامبي كمثال آخر على هذا الاتجاه.
مارك ج. استرين، الدكتور في علم النفس من جامعة بوفالو،  قال إن الحيوانات اللطيفة تحظى بمزيد من الاهتمام العام والدراسة العلمية نظرًا لامتلاكها خصائص جسدية يمكن اعتبارها حديثة العهد من منظور التطور البشري. قال إسترين إنه يجب على البشر أن يضعوا في اعتبارهم تحيزهم للحيوانات اللطيفة، لذلك فإن الحيوانات التي لا تعتبر لطيفة يجري تقييمها أيضًا بالإضافة إلى الحيوانات اللطيفة.
مفهوم الجاذبية متنوع ثقافيًا. يمكن أن ترتبط الاختلافات عبر الثقافات بشكل كبير بالحاجة إلى القبول الاجتماعي.

## حيوانات لطيفة

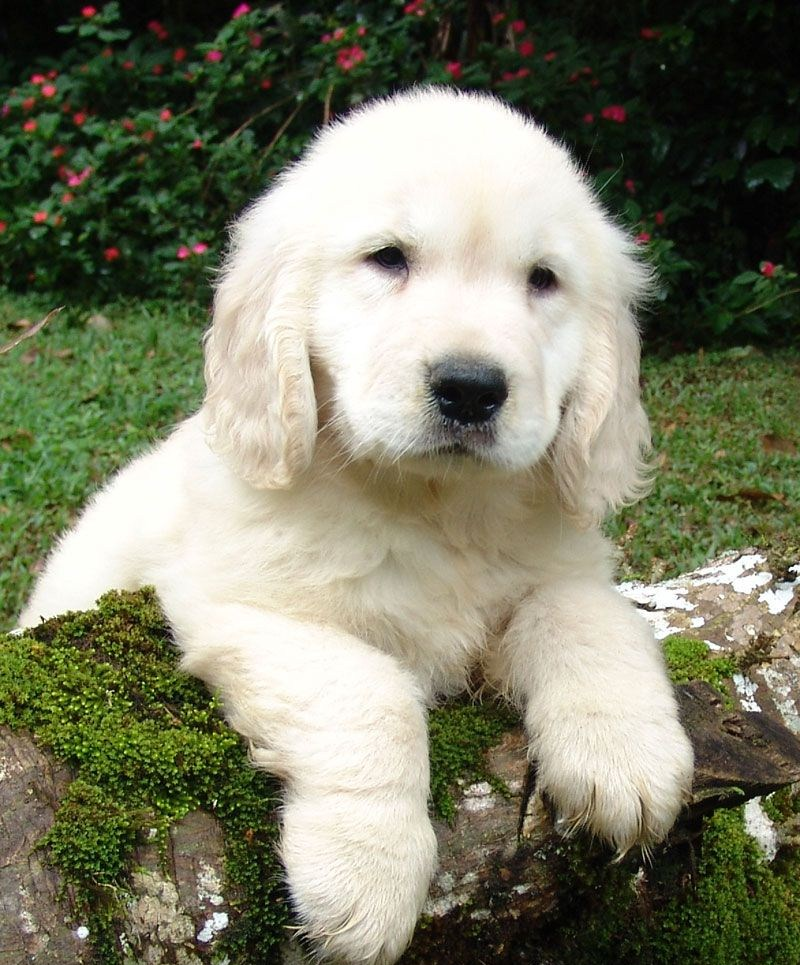
جرو جولدن ريتريفر

استخدم شيرمان وهايدت وكوان (2009) صورًا للجراء والقطط من أجل محفزات الدراسة "الجاذبية العالية" في تجربتين.
قال ويليام ر. ميللر، الأستاذ المساعد في علم الأحياء بجامعة بيكر في كانساس، إن معظم الناس عند رؤية بطيئات المشية يقولون إنهم أفضل اللافقاريات.
يشك علماء الأحياء التطورية في أن "عيون الكلاب الصغيرة"، وهي سمة غائبة عن الذئاب البرية، اختيرت عن غير قصد من قبل البشر أثناء تدجين الكلاب. من أجل الحصول على الحيوانات الأليفة ذات الوجوه اللطيفة بشكل خاص، جرى تربية بعض سلالات الكلاب مع تشوهات قحفية متزايدة تدعى عضلة الرأس، على سبيل المثال، البولدوغ الفرنسي الذي يعاني بالتالي بعد ذلك.